# Зайцев, Николай Захарович
Николай Захарович Зайцев (9 мая 1921, поселок Раево, Башкирская АССР, Советская Россия — 1990, Куйбышев, РСФСР, СССР) — советский футболист, нападающий. Выступал только за одну команду — куйбышевскую «Крылья Советов». Мастер спорта СССР (1951).

## Биография
Родители Николая Зайцева были простыми рабочими. Они жили в Куйбышеве на пересечении улицы Льва Толстого и Галактионовской, недалеко от стадиона «Локомотив», в котором в 1938 году Зайцев начал заниматься футболом. Играл за местный «Локомотив».
В 1940 году был призван в армию, служил на Дальнем Востоке до декабря 1941 года, после чего попал на фронт. Всю войну прослужил в пехоте, закончил службу в Болгарии, был награждён.
После войны пополнил куйбышевские «Крылья Советов» вместе с местными футболистами (Суровцевым, Крижевским, Скороховым). За «Крылья» выступал в Высшей лиге СССР девять сезонов (с 1946 по 1954).
После завершения карьеры игрока работал тренером городских команд, в 1961—1963 годах работал тренером «Крыльев Советов» у Виктора Карпова. Ни одного дня не был на пенсии, до 71 года работал в «Крыльях».
Открыл талантливого футболиста Бориса Коха и работал с ним в первое время.